# Rolf Hauer
Rolf Hauer (* 10. September 1911 in Breisach; † 8. Juni 2000 in Hannover) war ein deutscher Verwaltungsjurist und Präsident der Klosterkammer Hannover.

## Leben
Rolf Hauer studierte Rechts- und Staatswissenschaften an der Albert-Ludwigs-Universität Freiburg und wurde 1938 in Freiburg mit seiner Dissertation Die Sabotage im Strafrecht zum Dr. jur. promoviert. 1950 trat er im Regierungsbezirk Braunschweig in den niedersächsischen Verwaltungsdienst ein und stieg dort bis zum Direktor der Klosterkammer (1970–1979) auf.
Nebenberuflich und im Ehrenamt sah er sich dem Stiftungswesen verpflichtet. Von 1975 bis 1990 war er Vorsitzender des Bundesverband Deutscher Stiftungen, danach dessen Ehrenvorsitzender. Er macht sich auch um das Veröffentlichungswesen dieses Verbandes verdient.

## Auszeichnungen
- Träger des Großen Verdienstkreuzes des Niedersächsischen Verdienstordens
- Träger des Verdienstkreuzes 1. Klasse des Bundesverdienstordens
- Träger der Goldmedaille für Verdienste um das Stiftungswesen